# Anisodes polysticta
Anisodes polysticta är en fjärilsart som beskrevs av Louis Beethoven Prout 1933. Anisodes polysticta ingår i släktet Anisodes och familjen mätare. Inga underarter finns listade i Catalogue of Life.